# آنی اوندرا
آنی اوندرا (انگلیسی: Anny Ondra; ۱۵ مهٔ ۱۹۰۳ – ۲۸ فوریهٔ ۱۹۸۷) یک هنرپیشه اهل آلمان بود. از فیلم‌ها یا برنامه‌های تلویزیونی که وی در آن نقش داشته‌است می‌توان به باج‌گیری، اهل جزیره من، دوریت کوچک، ناک اوت اشاره کرد.
آنی همچنین در برخی از فیلم‌های درام انگلیسی حضور داشت که دو فیلم مطرح صامت در این زمینه، عبارت هستند از باج‌گیری و اهل جزیره من به کارگردانی آلفرد هیچکاک. فیلم باج‌گیری به عنوان یک فیلم صامت آغاز شد. در حین پیشرفت پروژه، تصمیم بر این شد که این فیلم، نخستین فیلم صدادار انگلیسی باشد. یک پلان آزمایشی با طول حدود ۱ دقیقه از اوندرا که انگلیسی صحبت می‌کند امروزه موجود است. در این نسخه آزمایشی و کوتاه، هیچکاک او را اذیت می‌کند (احتمالاً به شوخی) و از او می‌پرسد آیا تو زن بدی هستی؟ و آیا با مردان هم‌بستر می‌شوی؟ و آنی خنده‌ای عصبی می‌کند.
لهجه اوندرا برای عوامل فیلم غیرقابل قبول بود اما هیچکاک نمی‌خواست بدون این بازیگر کار را ادامه دهد؛ بنابراین، قسمت‌هایی را که آنی در آنها دیالوگ داشت و صحبت می‌کرد، ژوان باری، هنرپیشه انگلیسی دوبله کرد. به این ترتیب، ژوان باری اولین صداپیشه و آنی اوندرا نخستین کارکتر زن دوبله‌شده در تاریخ سینما شدند. این دوبله به روشی غیرمعمول صورت پذیرفت چرا که اوندرا، لب‌های خود را تکان می‌داد در حالی که ژوان باری در خارج از صحنه به جای او صحبت می‌کرد.

## زندگی‌نامه
اوندرا در تارنوف متولد شد. پدرش یک افسر در ارتش بود و دو برادر داشت؛ وی دوران کودکی خود را در تارنوف، پولا و پراگ گذراند. در هفده سالگی او در تئاتر و در اولین فیلم خود بازی کرد، که توسط دوست پسرش، کارل لاماچ کارگردانی شد. وقتی خانواده اش از این موضوع مطلع شدند، او را مورد ضرب و شتم قرار دادند. ( زیرا برای بازیگری، بلافاصله پس از جنگ جهانی اول، از نظر اجتماعی تقریباً در سطح یک گدا بود.) وی در یک مدرسه صومعه تحصیل کرد؛ و همچنین پدرش هم موقعیت رسمی دولتی را پیدا کرده بود. او کار سینمایی را ترجیح داد و با کارل لاماچ آغاز کرد. بعد از چند سال او می‌خواست خانواده تشکیل بدهد، اما لاماچ نمی خواست ازدواج کند. بنابراین، پس از سه سال عاشقانه، در ۶ ژوئیه ۱۹۳۳ با بوکسور آلمانی ماکس اشملینگ ازدواج کرد. آندرا و شملینگ در فیلم ناک اوت در سال ۱۹۳۵ با هم ظاهر شدند.

## نگارخانه

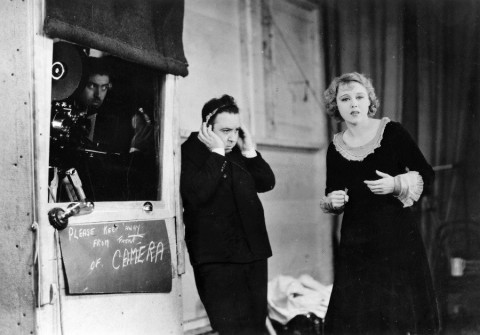
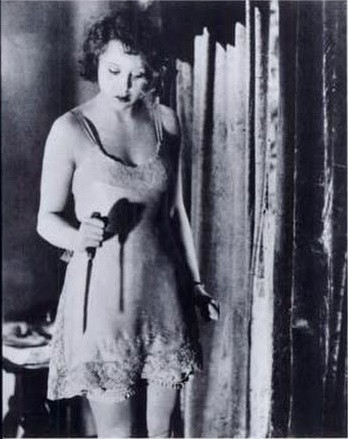
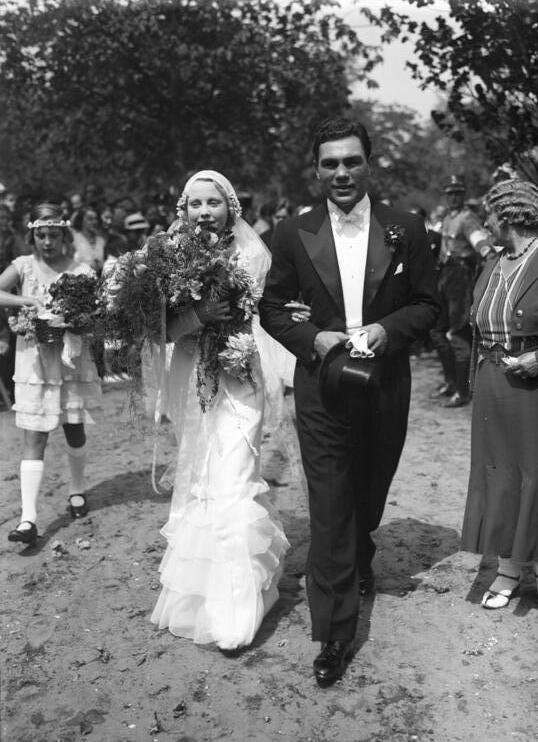